# Polymixis nigrella
Polymixis nigrella là một loài bướm đêm trong họ Noctuidae.